# Psychopsis (insekter)
Psychopsis är ett släkte av insekter.
Psychopsis ingår i familjen Psychopsidae.
Kladogram enligt Catalogue of Life:
| Psychopsis | \| \| Psychopsis barnardi \| \| \| \| \| \| Psychopsis coelivaga \| \| \| \| \| \| Psychopsis dumigani \| \| \| \| \| \| Psychopsis elegans \| \| \| \| \| \| Psychopsis gallardi \| \| \| \| \| \| Psychopsis gracilis \| \| \| \| \| \| Psychopsis illidgei \| \| \| \| \| \| Psychopsis insolens \| \| \| \| \| \| Psychopsis maculipennis \| \| \| \| \| \| Psychopsis margarita \| \| \| \| \| \| Psychopsis meyricki \| \| \| \| \| \| Psychopsis mimica \| \| \| \| \| \| Psychopsis tillyardi \| \| \| \| |
|            | \| \| Psychopsis barnardi \| \| \| \| \| \| Psychopsis coelivaga \| \| \| \| \| \| Psychopsis dumigani \| \| \| \| \| \| Psychopsis elegans \| \| \| \| \| \| Psychopsis gallardi \| \| \| \| \| \| Psychopsis gracilis \| \| \| \| \| \| Psychopsis illidgei \| \| \| \| \| \| Psychopsis insolens \| \| \| \| \| \| Psychopsis maculipennis \| \| \| \| \| \| Psychopsis margarita \| \| \| \| \| \| Psychopsis meyricki \| \| \| \| \| \| Psychopsis mimica \| \| \| \| \| \| Psychopsis tillyardi \| \| \| \| |
|            | Balmes |
|            | |
|            | Cabralis |
|            | |
|            | Silveira |
|            | |
|            | Zygophlebius |
|            | |
|            | Psychopsis barnardi |
|            | |
|            | Psychopsis coelivaga |
|            | |
|            | Psychopsis dumigani |
|            | |
|            | Psychopsis elegans |
|            | |
|            | Psychopsis gallardi |
|            | |
|            | Psychopsis gracilis |
|            | |
|            | Psychopsis illidgei |
|            | |
|            | Psychopsis insolens |
|            | |
|            | Psychopsis maculipennis |
|            | |
|            | Psychopsis margarita |
|            | |
|            | Psychopsis meyricki |
|            | |
|            | Psychopsis mimica |
|            | |
|            | Psychopsis tillyardi |
|            | |

|  | Psychopsis barnardi     |
|  |                         |
|  | Psychopsis coelivaga    |
|  |                         |
|  | Psychopsis dumigani     |
|  |                         |
|  | Psychopsis elegans      |
|  |                         |
|  | Psychopsis gallardi     |
|  |                         |
|  | Psychopsis gracilis     |
|  |                         |
|  | Psychopsis illidgei     |
|  |                         |
|  | Psychopsis insolens     |
|  |                         |
|  | Psychopsis maculipennis |
|  |                         |
|  | Psychopsis margarita    |
|  |                         |
|  | Psychopsis meyricki     |
|  |                         |
|  | Psychopsis mimica       |
|  |                         |
|  | Psychopsis tillyardi    |
|  |                         |